# آن ذات الألف يوم (فلم)
آن ذات الألف يوم  (بالإنجليزية: Anne of the Thousand Days) هو فيلم دراما تم إنتاجه في المملكة المتحدة وصدر في سنة 1969.

## بطولة
- ريتشارد برتون
- إيرين باباس

## الميزانية والإيرادات
حقق أرباحا تقدر بـ 6,134,264 (/ Canada rentals) دولار.

### ترشيحات وجوائز
| السنة | الحدث  | الفئة     | النتيجة |
| ----- | ------ | --------- | ------- |
|       | أوسكار | أفضل فيلم | ترشـيـح |

## وصلات خارجية
- مقالات تستعمل روابط فنية بلا صلة مع ويكي بيانات